# Paraplectana duodecimmaculata
Paraplectana duodecimmaculata là một loài nhện trong họ Araneidae.
Loài này thuộc chi Paraplectana. Paraplectana duodecimmaculata được Eugène Simon miêu tả năm 1897.